# IC 4733
IC 4733 ist ein Stern im Sternbild Draco. Das Objekt wurde am 15. August 1892 von Guillaume Bigourdan entdeckt.